# ليون كارمين
ليون كارمين (بالإنجليزية: Leon Carmen)‏ هو كاتب أسترالي، ولد في 1949 في Torrens Park, South Australia ‏ في أستراليا.